# Župnija Šentjanž na Dravskem polju - Starše
Župnija Šentjanž na Dravskem polju je rimskokatoliška teritorialna župnija Dekanije Dravsko polje Mariborskega naddekanata, ki je del nadškofije Maribor.